# ولادیمیر یرموشین
ولادیمیر یرموشین (به انگلیسی: Vladimir Yermoshin) (زاده ۲۶ اکتبر ۱۹۴۲ در پرونسک) سیاستمدار اهل بلاروس می‌باشد وی از ۱۸ فوریه ۲۰۰۰ تا ۱ اکتبر ۲۰۰۱ نخست‌وزیر بلاروس و از سال ۱۹۹۵ تا سال ۲۰۰۰ شهردار مینسک بود.